# Jack Hansen
Jack Bennike Hansen (ur. 2 października 1947 w Odense) – duński piłkarz występujący na pozycji pomocnika.

## Kariera klubowa
Hansen przez całą karierę występował w zespole B 1913. Rozpoczął ją w sezonie 1967 w drugiej lidze. W debiutanckim sezonie awansował z klubem do pierwszej ligi. W sezonie 1970 spadł z nim do drugiej ligi, a w sezonie 1973 do trzeciej. W sezonie 1978 wrócił do drugiej, ale po trzech sezonach ponownie spadł do trzeciej. W 1981 roku zakończył karierę.

## Kariera reprezentacyjna
W reprezentacji Danii Hansen zadebiutował 21 maja 1972 w wygranym 3:2 meczu eliminacji Letnich Igrzysk Olimpijskich 1972 z Rumunią. 3 lipca 1972 w wygranym 5:2 towarzyskim pojedynku z Islandią strzelił swojego jedynego gola w kadrze. W tym samym roku wziął udział w Letnich Igrzyskach Olimpijskich, zakończonych przez Danię na drugiej rundzie. W latach 1972–1975 w drużynie narodowej rozegrał 13 spotkań.